# Dreifurchige Wasserlinse

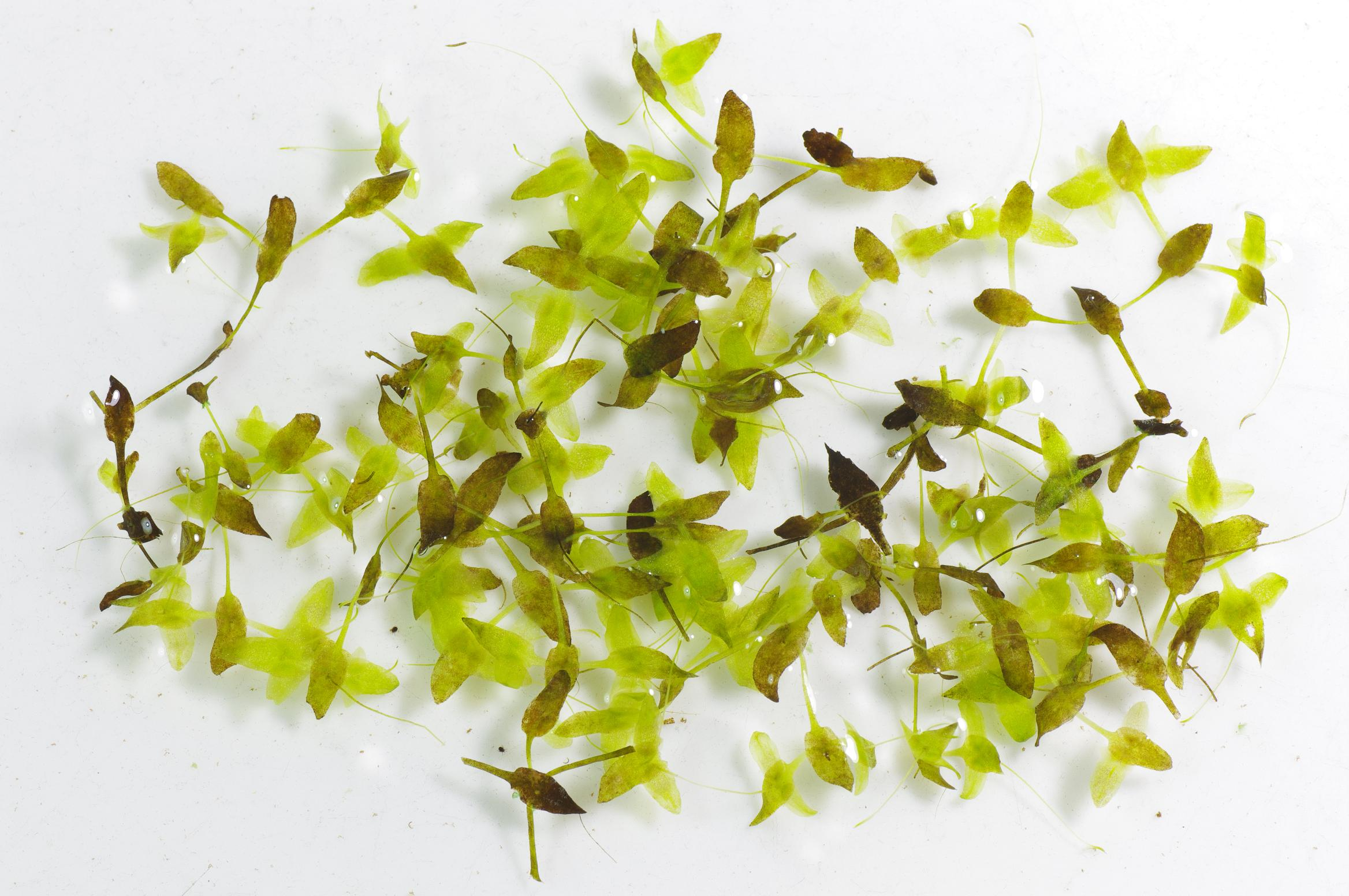
Einzelne Sprossglieder

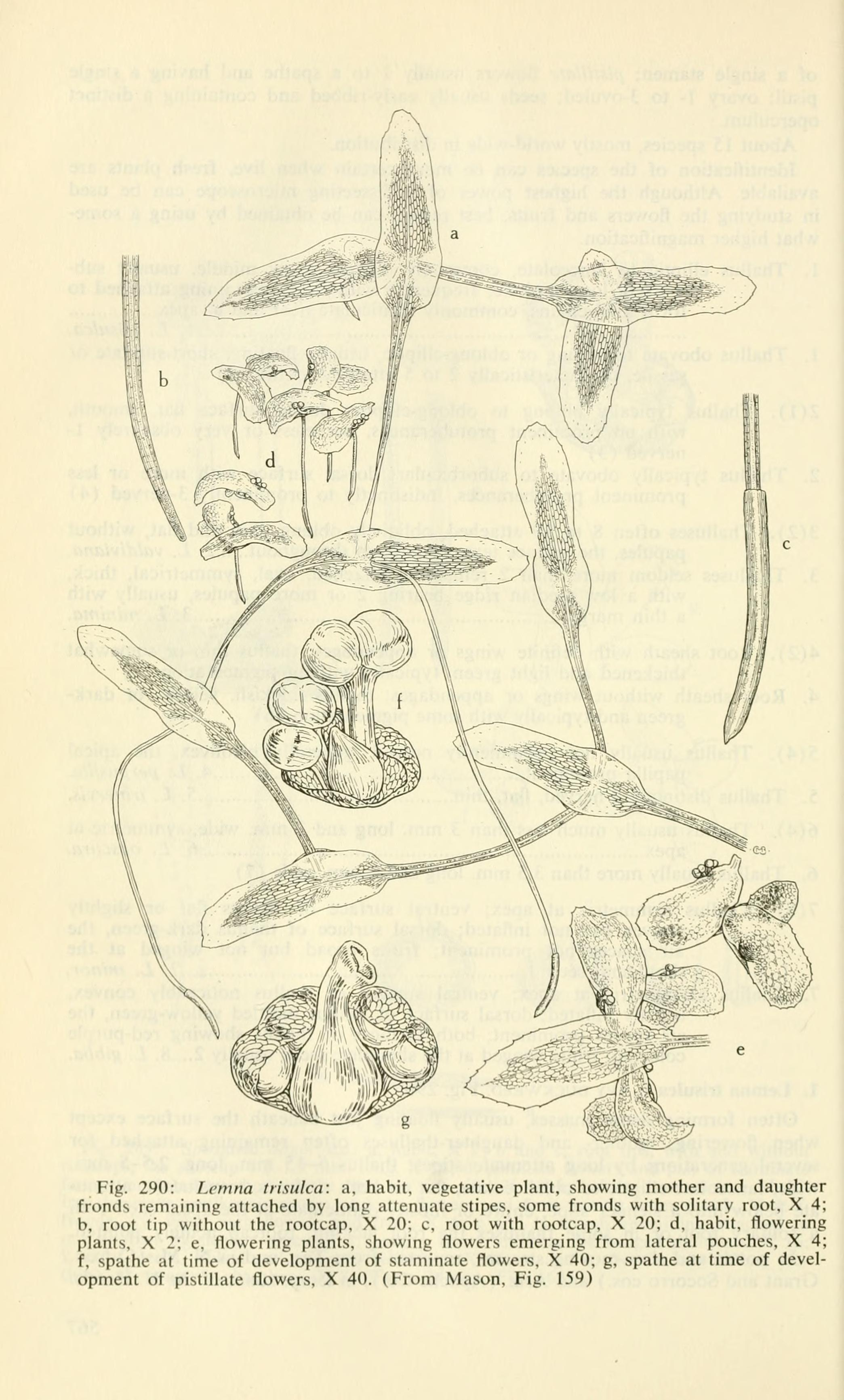
Lemna trisulca, Illustration. d, e, f und g mit blühenden Pflanzen

Die Dreifurchige Wasserlinse (Lemna trisulca), benannt nach den drei Nerven ihrer Glieder, ist eine Art aus der Gattung der Wasserlinsen (Lemna) innerhalb der Familie der Aronstabgewächse (Araceae).

## Beschreibung
Wasserlinsen bestehen meist aus einem oder mehreren scheinbaren „Blättern“ (Phyllokladien), die luftgefüllte Hohlräume enthalten. Sie schwimmen damit an der Oberfläche von Gewässern. Von diesen Blättchen senkt sich je eine Wurzel ins Wasser herab, mit der Nährsalze aufgenommen werden können. Es fehlt eine Gliederung in Stängel und Blatt.
Im Gegensatz zu den anderen Wasserlinsen lebt Lemna trisulca größtenteils untergetaucht. Dies betrifft die größeren (3–15 mm langen), flach gebauten sterilen Sprossglieder, die oft kreuzweise mit langen Stielen zu mehreren zusammenhängen, grün gefärbt sind und etwas transparent erscheinen. Die Sprossglieder sind lanzettförmig, am Rand ausgeschweift gezähnt, dünn, in einen langen Stiel verschmälert und meist 2 bis 10 Millimeter lang. Nur die kleineren blühenden Sprossglieder, die einzeln schwimmen, purpurn überlaufen und an den Rändern nach unten gekrümmt sind, steigen zur Oberfläche auf.
Blütezeit ist Juni bis Juli. Die unscheinbaren Blüten sitzen dabei in randständigen Taschen. Sie bestehen aus 2 Staubblättern, einem Fruchtknoten und einem häutigen Hüllblatt. Die Frucht ist einsamig. Der Same ist 12- bis 13-rippig und etwa 1 Millimeter lang.
Die Chromosomenzahl beträgt 2n = 40 oder 44. Außerhalb Europas kommen auch die Zahlen 2n = 20, 60 oder 80 vor.

## Vorkommen
Die Art ist weltweit verbreitet. Sie fehlt aber in Südamerika und Indien und kommt in Afrika nur in Marokko, Algerien, Kenia, Tansania und Uganda vor. Nach Kuba ist sie eingeschleppt worden. Wie für Wasserlinsen typisch, bildet auch Lemna trisulca oft Massenbestände in besonnten Tümpeln, Weihern und Gräben, besonders in Niedermoorgebieten und Flussauen. Es handelt sich allerdings um weniger stickstoffbelastete Gewässer als beispielsweise bei der Buckligen Wasserlinse, die stark eutrophierte Wasserverhältnisse anzeigt. Dementsprechend ist die Dreifurchige Wasserlinse nicht überall häufig und kann in einigen Regionen auch fehlen. Typische Begleitarten sind u. a. Froschbiss (Hydrocharis morsus-ranae) und Wasserfeder (Hottonia palustris). Sie ist eine Charakterart des Verbands Lemnion.
Sie kommt vor in stehenden oder sehr schwach strömenden windgeschützten Gewässern mit einer Wassertiefe bis 75 oder selten 250 Zentimetern.
Die Dreifurchige Wasserlinse steigt im Bergland in Mitteleuropa meist nur bis 800 Meter Meereshöhe auf. Ausnahmsweise wurde sie auch bei 1850 Meter Meereshöhe in einem See in Südtirol beim Passo San Pellegrino gefunden.
Die ökologischen Zeigerwerte nach Landolt et al. 2010 sind in der Schweiz: Feuchtezahl F = 5u (untergetaucht), Lichtzahl L = 3 (halbschattig), Reaktionszahl R = 4 (neutral bis basisch), Temperaturzahl T = 3+ (unter-montan und ober-kollin), Nährstoffzahl N = 3 (mäßig nährstoffarm bis mäßig nährstoffreich), Kontinentalitätszahl K = 4 (subkontinental).

## Ökologie
Im Herbst speichert die Dreifurchige Wasserlinse Stärke, um dann zur Überwinterung auf den frostfreien Grund abzusinken.

## Taxonomie
Die Dreifurchige Wasserlinse wurde 1753 von Carl von Linné in Species Plantarum, Tomus II, S. 970 als Lemna trisulca erstbeschrieben. Synonyme für Lemna trisulca L. sind Hydrophace trisulca (L.) Bubani und Lenticula trisulca (L.) Scop. Das Epitheton 'trisulca', das Linné von Kaspar Bauhin übernommen hat, bedeutet 'dreifurchig', nach den 3 Nerven der Sprossglieder.